# Neo Geo CD
Il Neo Geo CD è una console sviluppata dalla SNK e immessa nel mercato nel 1994. Questa versione è dotata di un lettore di CD-ROM a differenza del classico Neo Geo e lo scopo dell'unità era sostanzialmente quello di ridurre i costi di produzione della console. La macchina era venduta inizialmente a un prezzo di 300 Dollari statunitensi. L'unità è dotata di un lettore 1X, un lettore molto lento che costringe l'utente ad attese molto lunghe per il caricamento dei giochi. I giochi per Neo Geo CD costavano circa 50 dollari, mentre alcune cartucce per Neo Geo arrivavano a costare 300 dollari.
Il Neo Geo CD ha come controller un joypad che, a differenza del Neo Geo, è fornito di un piccolo quadrante direzionale sulla sinistra che funge da joystick.
Il Neo Geo CD fu un insuccesso commerciale. Il fallimento di questa console viene imputato a un marketing poco aggressivo, al lettore dischi particolarmente lento e all'assenza di titoli dedicati alla console. All'insuccesso del Neo Geo CD seguì l'insuccesso del suo successore Neo Geo CDZ.

## Modelli

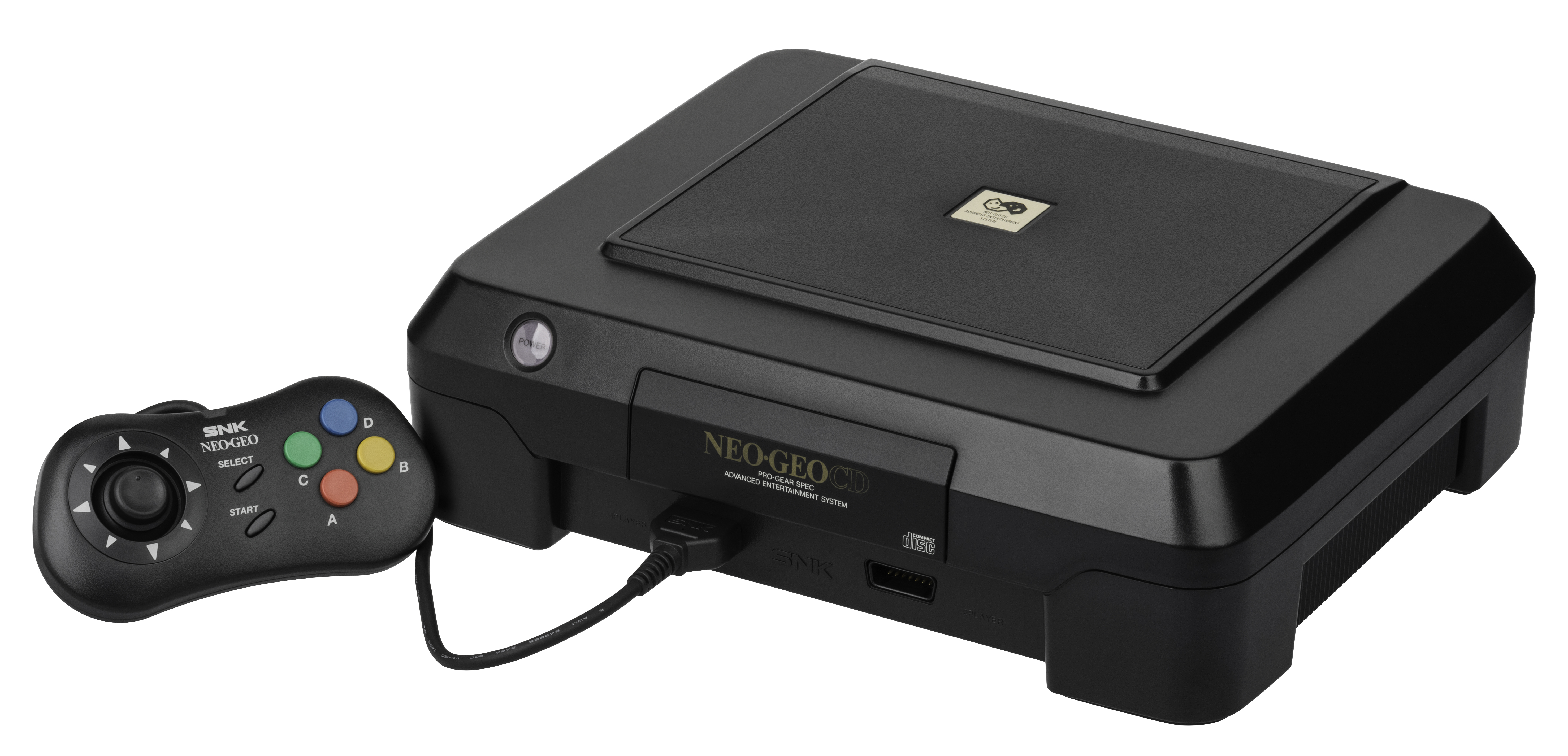
Neo Geo CD caricatore frontale

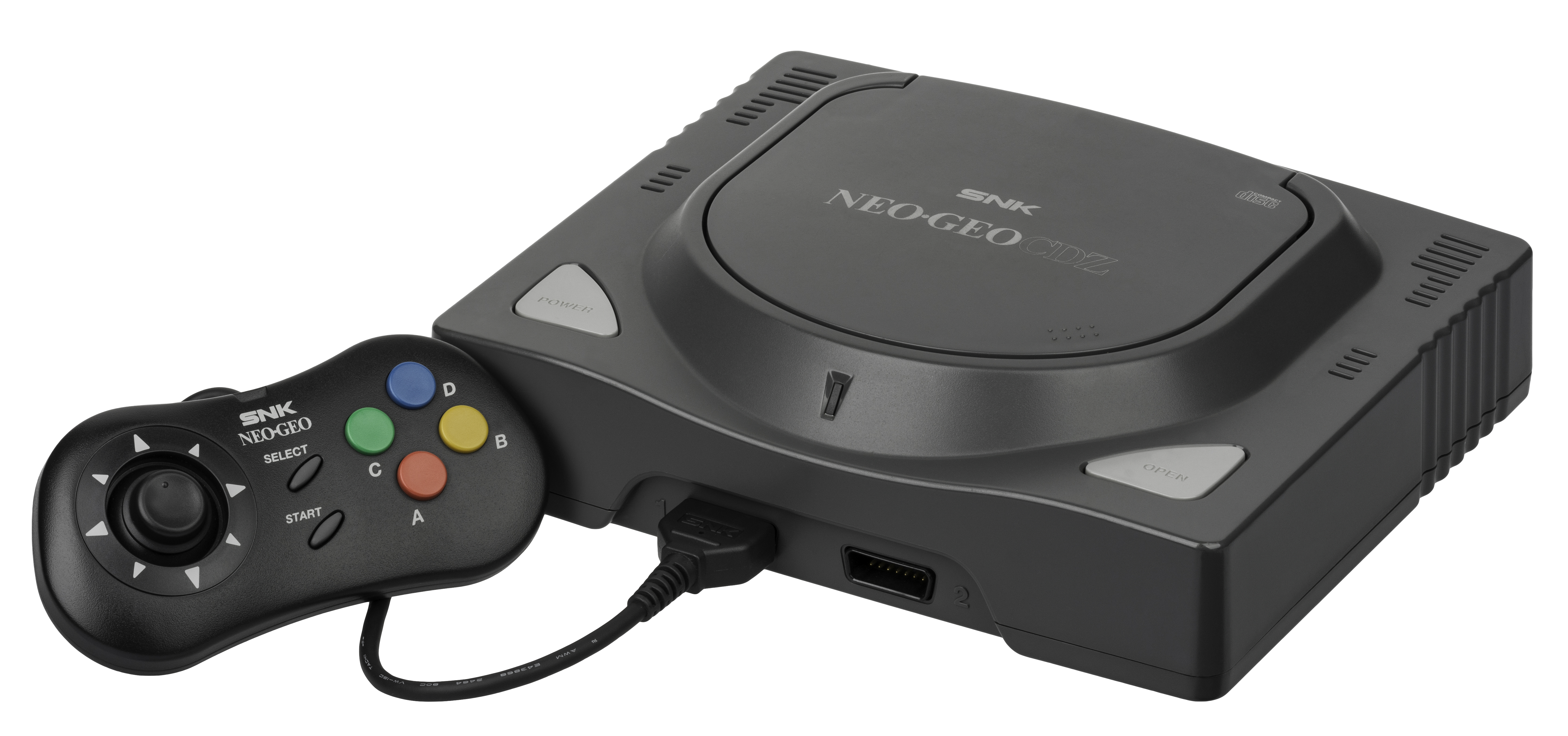
Neo Geo CDZ

Sono state messe in commercio tre versioni del Neo Geo CD:
- "Front Loading", con carrello per caricare il disco frontalmente, distribuita nel solo Giappone in numero limitato (25000 esemplari)
- "Top Loading", il modello più comune, distribuito in tutto il mondo.
- Neo Geo CDZ, ultimo modello, distribuito nel solo Giappone, dotato di una maggiore quantità di memoria, così da ridurre i tempi di caricamento

## Specifica
- CPU: 16 bit Motorola 68000 a 14 MHz
- Colori sullo schermo:  4.096
- Colori disponibili:  65.536
- Risoluzione:  320 x 224
- Massimo numero di sprite:  380
- Massima dimensione sprite:  16 x 512
- Numero di livelli:  3
- Memoria RAM:  56 Mbit+64kbcache
- Video RAM:  512 Kb
- Z80 RAM:  2 kbit
- Chip audio CD:  13 canali Yamaha 2610 Chip
- Memoria RAM: 56 Mbit
- Velocità CD-ROM: 1X

## Videogiochi
In totale vennero pubblicati ufficialmente 98 titoli per Neo Geo CD in Giappone, dei quali 75 uscirono anche sul mercato internazionale. Inoltre alcuni titoli homebrew sono usciti dopo la vita commerciale della console.
Di solito i giochi ufficiali sono versioni su CD di titoli usciti per Neo Geo MVS/AES, ma esiste anche una manciata di giochi che uscirono per Neo Geo CD, ma non per Neo Geo a cartucce.
Secondo una selezione fatta dalla rivista Retro Gamer, i cinque grandi successi più rappresentativi del Neo Geo CD sono Ironclad, Metal Slug, Crossed Swords II, Neo Drift Out: New Technology e Puzzle Bobble.

### Esclusivi
- Aidoru Mājan Fainaru Romansu 2[5] (Video System, 1995)
- ADK Wārudo (ADK, 1995)
- Crossed Swords II (ADK, 1995)
- Neo-Geo CD Special (SNK, 1995)
- Brikin'ger / Ironclad: Tesshō Rusha (Saurus, 1996)
- ZinTrick (ADK, 1996)
- The King of Fighters '96: Neo-Geo Collection (SNK, 1997)
- Shinsetsu Samurai Spirits Bushidō Retsuden (SNK, 1997)